# Обільний
Обі́льний (рос. Обильный) — селище у складі Адамовського району Оренбурзької області, Росія.
У 1966 році Указом Президії ЗС РРФСР селище Центральної усадьби совхозу Обільний перейменовано на Обільний.

## Населення
Населення — 682 особи (2010; 931 у 2002).
Національний склад (станом на 2002 рік):
- росіяни — 64 %